# 대립군
"대립군(代立軍)"은 2017년에 개봉한 대한민국의 영화이다.

## 캐스팅
- 이정재 : 토우 역
- 여진구 : 광해 역
- 김무열 : 곡수 역
- 김명곤 : 정판서 역
- 박원상 : 조승 역
- 오광록 : 곰보 역
- 배수빈 : 양사 역
- 이솜 : 덕이 역
- 한재영 : 왕춘 역
- 박지환 : 골루타 역
- 박해준 : 타로베 역
- 최병모 : 남내관 역
- 박충선 : 대신 1 역
- 탁용신 : 대신 2 역
- 박호산 : 선조 역
- 김중기 : 인솔군관 역
- 조동인 : 쇠돌 역
- 고이건 : 일대 역
- 윤성민 : 정남 역
- 문성복 : 말복 역
- 진수현 : 김상궁 역
- 남성준 : 나졸 역
- 김원중 : 황개 역
- 이한성 : 대신 3 역
- 송용환 : 대신 4 역
- 강도연 : 궁녀 1 역
- 서은 : 궁녀 2 역
- 이윤회 : 궁녀 3 역
- 장은총 : 장내관 역
- 김선문 : 내관 2 역
- 김태용 : 익위사 1 역
- 우혁 : 익위사 2 역
- 한정후 : 익위사 3 역
- 박정환 : 익위사 4 역
- 김상우 : 익위사 5 역
- 김길동 : 여진족두목 역
- 김원진 : 여진족병사 1 역
- 장태민 : 여진족병사 2 역
- 허인구 : 관군대장 역
- 이주영 : 무관 1 역
- 이현웅 : 무관 2 역
- 박지훈 : 관군 1 역
- 현영균 : 관군 2 역
- 권병길 : 좌의정 역
- 방수형 : 내금위장 역
- 박상훈 : 신성군 역
- 최지웅 : 서인대신 역
- 손영진 : 영변대신 1 역
- 이규현 : 영변대신 2 역
- 전영운 : 영변노인 역
- 임태풍 : 노인손자 역
- 김다예 : 노인손녀 역
- 서광재 : 영변백성 1 역
- 봉두개 : 영변백성 2 역
- 조미경 : 영변백성 3 역
- 한보람 : 영변백성 4 역
- 김용호 : 영변백성 5 역
- 조성희 : 영변백성 6 역
- 박주용 : 영변백성 7 역
- 엄지용 : 영변백성 8 역
- 김리우 : 통역병 역
- 이석원 : 타로베부관 역
- 이경수 : 왜군 1 역
- 이승철 : 왜군 2 역
- 손승훈 : 왜군 3 역
- 김유 : 왜군부장 역
- 한승진 : 관리 역
- 이가경 : 기생 역
- 황만익 : 자객 1 역
- 문성운 : 자객 2 역
- 김재록 : 피난민 1 역
- 윤병희 : 피난민 2 역
- 나종민 : 피난민 3 역
- 김연정 : 피난민 5 역
- 이동용 : 피난민 6 역
- 윤예진 : 피난민 7 역
- 정재진 : 노승 역
- 권은서 : 강계여아 역
- 김문호 : 강계읍성남 역
- 신신범 : 강계백성 1 역
- 안수호 : 강계백성 2 역
- 염상태 : 강계백성 3 역
- 김영옥 : 강계백성 4 역
- 안희주 : 강계백성 5 역
- 금광산 : 승병 1 역
- 김기호 : 승병 2 역
- 한송우 : 승병 3 역
- 송동환 : 승병 4 역
- 김명겸 : 승병 5 역
- 황원규 : 승병 6 역
- 곽동현 : 승병 7 역
- 조원재 : 승병 8 역
- 김동용 : 승병 9 역
- 이종화 : 승병 10 역
- 이승훈 : 의병 역
- 이훤행 : 여진족 / 승병 역
- 김현창 : 여진족 / 승병 역
- 김정호 : 여진족 / 승병 역
- 지경현 : 여진족 / 승병 역
- 박재규 : 여진족 / 승병 역
- 김홍근 : 여진족 / 승병 역
- 이창훈 : 여진족 / 승병 역
- 고강 : 여진족 / 승병 역
- 김흥태 : 여진족 / 승병 역
- 박원우 : 여진족 / 승병 역
- 최은식 : 여진족 / 승병 역
- 강신구 : 여진족 / 승병 역
- 김시우 : 여진족 / 승병 역
- 유명환 : 여진족 / 승병 역
- 이상현 : 여진족 / 승병 역
- 황영수 : 강계마을 사람들 역
- 김인숙 : 강계마을 사람들 역
- 홍경훈 : 강계마을 사람들 역
- 한지영 : 강계마을 사람들 역
- 김태은 : 강계마을 사람들 역
- 윤희숙 : 강계마을 사람들 역
- 여귀순 : 강계마을 사람들 역
- 이경 : 강계마을 사람들 역
- 신재영 : 강계마을 사람들 역
- 김이라 : 강계마을 사람들 역
- 김조민 : 강계마을 사람들 역
- 김귀례 : 강계마을 사람들 역
- 김현경 : 강계마을 사람들 역
- 오운백 : 강계마을 사람들 역
- 윤옥길 : 강계마을 사람들 역
- 김성하 : 강계마을 사람들 역
- 박복만 : 강계마을 사람들 역
- 이경재 : 강계마을 사람들 역
- 노현욱 : 강계마을 사람들 역
- 류은영 : 강계마을 사람들 역
- 이명자 : 강계마을 사람들 역
- 박창희 : 강계마을 사람들 역
- 이호준 : 강계마을 사람들 역
- 권희정 : 강계마을 사람들 역
- 김관영 : 강계마을 사람들 역
- 이영희 : 강계마을 사람들 역
- 권오경 : 강계마을 사람들 역
- 김민서 : 강계마을 아이들 역
- 이운재 : 강계마을 아이들 역
- 한예솔 : 강계마을 아이들 역
- 한예진 : 강계마을 아이들 역
- 박래정 : 신철진영병사 1 역
- 손현준 : 신철진영병사 2 역
- 우기홍 : 국경인 역 (우정출연)
- 양영조 : 자객두목 역 (우정출연)
- 김영민 : 전령 역 (우정출연)
- 정연수 : 영변마을 아이들 역 (우정출연)
- 양지훈 : 영변마을 아이들 역 (우정출연)
- 양세인 : 영변마을 아이들 역 (우정출연)
- 박혜빈 : 영변마을 아이들 역 (우정출연)
- 박혜린 : 영변마을 아이들 역 (우정출연)
- 남경읍 : 신철장군 역 (특별출연)
- 김명수 : 가토 역 (특별출연)
- 박상규 : 박대감 역 (특별출연)
- 오승윤 : 임해 역 (특별출연)